# 紅白機相容機
紅白機相容機，指的是經過或未經過任天堂公司授權製造的紅白機相容機種。

## 简介
任天堂授權夏普公司製造了數款紅白機相容機，如「夏普任天堂電視」（內建紅白機功能的電視機）、「Twin Famicom」（將紅白機磁碟機與紅白機功能整合成單一主機的機種）、「红白机编辑」（擁有影音編輯能力的紅白機）。
從紅白機最流行的1980年代開始，就有許多未經任天堂授權的紅白機相容機在市場流通，台灣晶技公司製造的「小天才」系列、普澤公司製造的「創造者70」、「創造者100」是當中特別有名的機種。中国大陆则有小霸王游戏机等机种。在當時未正式發售紅白機的某些地區，如南美洲、南非、前蘇聯等地，玩家想要玩紅白機遊戲，大多只能透過紅白機相容機。
由於紅白機的相關專利到期，過往被視為仿冒品的紅白機相容機，在此之後的製造、販售已不牴觸法律。但是部份內建遊戲軟體的機種，則仍有侵權之虞，因為裡頭有些遊戲是盜版自過往發售的紅白機遊戲，不同於專利，屬版權方面的法律問題。

## 特點
由於電視機影音端子規格在90年代起漸漸由RF端子往AV端子普及，而原廠紅白機卻只有RF端子輸出，紅白機相容機則絕大部分都設計為可連接AV端子。部份像是「小天才」的機種，可透過在主機端、端子盒端裝上天線，以無線方式傳送遊戲影音訊號。
原廠內建的控制器沒有連續發射功能，而許多紅白機相容機則有搭載這樣的機能。
除了仿製原廠紅白機外型，部份紅白機相容機則仿製其他款主機如或操控手把的設計，亦有廠商做成攜帶式遊戲機。

## 相容性
許多的紅白機相容機內部設計，使用的是 NOAC 整合晶片（NES-On-a-Chip，其中 NES 指的是紅白機在北美、歐洲、澳洲發售的版本 Nintendo Entertainment System），由於晶片本身或是製造者在外部電路的設計問題，這類相容機種往往在畫面、聲音表現上異於任天堂原廠機種。有些甚至無法正常執行使用了特別晶片製造特效的遊戲卡匣。
任天堂原廠機種在副手控制器（2P）處設計有麥克風，而絕大部分的紅白機相容機則未照樣仿製，這導致了部份用到麥克風的遊戲，如《小叮噹》和《薩爾達傳說》無法在需要麥克風的關卡正常遊玩。

## 備註
1. ↑  .   [2019-09-21]. （原始内容存档于2019-09-21）.
2. ↑  .   [2013-07-12]. （原始内容存档于2019-07-16）.
3. ↑  . 17173. 2012-11-28  [2017-02-17]. （原始内容存档于2020-06-15）.